# Orania (Plantae)
Orania, rod palmi smješten u vlastiti tribus Oranieae, dio potporodice Arecoideae. Sastoji se od 30 vrsta velikih palmi iz tropske Azije i Madagaskara.

## Vrste
1. Orania archboldiana Burret
2. Orania bakeri A.P.Keim & J.Dransf.
3. Orania dafonsoroensis A.P.Keim & J.Dransf.
4. Orania decipiens Becc.
5. Orania deflexa A.P.Keim & J.Dransf.
6. Orania disticha Burret
7. Orania ferruginea A.P.Keim & J.Dransf.
8. Orania gagavu Essig
9. Orania glauca Essig
10. Orania grandiflora A.P.Keim & J.Dransf.
11. Orania lauterbachiana Becc.
12. Orania littoralis A.P.Keim & J.Dransf.
13. Orania longisquama (Jum.) J.Dransf. & N.W.Uhl
14. Orania longistaminodia A.P.Keim & J.Dransf.
15. Orania macropetala K.Schum. & Lauterb.
16. Orania micrantha Becc.
17. Orania oreophila Essig
18. Orania palindan (Blanco) Merr.
19. Orania paraguanensis Becc.
20. Orania parva Essig
21. Orania ravaka Beentje
22. Orania regalis Zipp.
23. Orania sibuyanensis (Becc.) Adorador & Fernando
24. Orania subdisticha A.P.Keim & J.Dransf.
25. Orania sylvicola (Griff.) H.E.Moore
26. Orania tabubilensis A.P.Keim & J.Dransf.
27. Orania timikae A.P.Keim & J.Dransf.
28. Orania trispatha (J.Dransf. & N.W.Uhl) Beentje & J.Dransf.
29. Orania zheae Adorador & Fernando
30. Orania zonae A.P.Keim & J.Dransf.